# ملیاون
ملیاون (به لاتین: Melyane) یک منطقهٔ مسکونی در بلغارستان است که در شهرستان گئورگی دامیانوو واقع شده‌است.